# 九州工業大学短期大学部
九州工業大学短期大学部（きゅうしゅうこうぎょうだいがくたんきだいがくぶ）は、福岡県戸畑市中原に本部を置いていた日本の国立大学である。1951年に設置され、1961年に廃止された。

## 概要

### 大学全体
- 福岡県戸畑市[注 1]に所在した日本の国立短期大学で、併設元は九州工業大学[注 2]。
- 日本で最初に開学した国立短大の一つとして1951年に2学科で入学総定員60名体制をもって開学。
- 1958年度の入学生を最後に[注釈 2]、1961年に短期大学としての使命を終えた[3]。

### 学風および特色
- 九州工業大学短期大学部は、夜間部が設置されていたことから、勤労学生に対する技術教育に力をいれていたことがうかがえる。

## 沿革
- 1945年 明治工業専門学校に併設された夜間課程の2学科を源流とする[4][5]。
- 1950年
  - 10月 文部省[注釈 3]に短期大学[注 3]の設置認可に関する申請を以下の通り行う[6]。
    - 機械工学科第二部
    - 電気工学科第二部
- 1951年
  - 4月1日 左記を以て九州工業大学短期大学部が以下の学科体制にて開学[7]。
    - 機械科第二部 入学定員 30
    - 電気科第二部 入学定員 30
- 1958年
  - 4月1日 左記をもって全学科、学生募集を終了[注釈 2]。
- 1961年
  - 3月31日 廃止される[8]。

## 基礎データ

### 所在地
- 福岡県戸畑市中原[注釈 1]

### 年度別学生数

#### 通学課程
- 1954年度についてはその年度（月日は不詳だが、1955年3月以前のデータ）、1958年度以降の学生数はその該当年度の5月1日時点でのデータである。

| -               | 機械科 | 電気科 | 出典     |
| --------------- | ------ | ------ | -------- |
| 入学定員        | 30     | 30     | -        |
| 総定員          | 90     | 90     | -        |
| 1954年          | 男106  | 男105  | [ 9 ]    |
| 1955年 - 1957年 | 不明   | 不明   | [ 注 4 ] |
| 1958年          | 男105  | 男102  | [ 10 ]   |
| 1959年          | 男67   | 男63   | [ 11 ]   |
| 1960年          | 男33   | 男46   | [ 12 ]   |
| 1961年          | △      | △      | [ 13 ]   |

## 教育および研究

### 組織

#### 学科[注 5]
- 機械科第二部 入学定員 30
- 電気科第二部 入学定員 30

#### 専攻科
- なし

#### 別科
- なし

#### 取得資格について
- 機械科第二部・電気科第二部ともに教職課程として中学校教諭二級免許状（理科・職業）と高等学校教諭免許状（理科・工業）が設けられていた[16]

### 大学関係者一覧

#### 大学関係者
- 嘉村平八：九州工業大学の学長と兼任。

#### 出身者
- 古川広[17]

## 施設

### キャンパス
- 福岡県戸畑市中原にある九州工業大学のキャンパスと共同使用されていた。

## 卒業後の進路について

### 就職について
- 多くは勤労学生であり、卒業後もそのまま職を継続する人も少なからずいたものとみられる。

## 日本で最初に開学した国立短大シリーズ
- 名古屋工業大学短期大学部
- 京都工芸繊維大学工業短期大学部
- 長崎大学商科短期大学部